# Camilo Vargas
Camilo Andrés Vargas Gil (* 9. března 1989, Bogotá, Kolumbie) je kolumbijský fotbalový brankář a reprezentant, který hraje za kolumbijský klub Independiente Santa Fe. Účastník Mistrovství světa 2014 v Brazílii.

## Klubová kariéra
Camilo Vargas začínal v profesionálním fotbale v roce 2007 v kolumbijském celku Independiente Santa Fe.

## Reprezentační kariéra

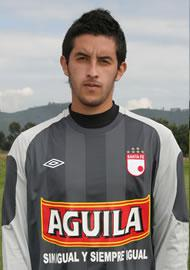
camilo je fotbalista, který hraje v santa fe

Vargas reprezentoval Kolumbii v mládežnickém výběru U20. Zúčastnil se Mistrovství Jižní Ameriky hráčů do 20 let 2009 ve Venezuele.
Argentinský trenér Kolumbie José Pékerman jej vzal na Mistrovství světa 2014 v Brazílii, přestože neměl dosud v kolumbijském A-týmu ani jeden start. Byl na šampionátu náhradním gólmanem, spolu s ním byli nominováni brankáři Faryd Mondragón (43 let, nejstarší účastník MS) a David Ospina (na turnaji jednotka v kolumbijské bráně). Na šampionátu vyhráli Kolumbijci s plým počtem 9 bodů základní skupinu C a v osmifinále vyřadili Uruguay poměrem 2:0. Ve čtvrtfinále proti Brazílii na dalšího jihoamerického soupeře již nestačili a prohráli 1:2. Vargas do žádného utkání na turnaji nezasáhl.